# 中国艺术剧社
中國藝術劇社，簡稱“中術”，抗日战争时期重庆的話劇團體。
1942年12月，在周恩來的倡議下，由夏衍、金山、宋之的、于伶、司徒慧敏、章泯等發起成立。總幹事金山，領導成員有司徒慧敏、章泯、宋之的、于伶、舒強、沙蒙等。劇社主要成员有藍馬、鳳子、玉蘋、虞靜子、凌琯如、黃宗江等。1945年7月，劇社改組，宋之的任總幹事，陳鯉庭任藝術委員會主任。1946年春解散。 